# Neghots
Neghots (in armeno Նեղոց?) è un comune di 320 abitanti (2001) della Provincia di Lori in Armenia.